# Весак
}}
Весак (пали Vesākha санскр. Vaiśākha), также известный как Будда Джаянти, Будда Пурнима и День Будды — праздник, традиционно отмечаемый буддистами и некоторыми индуистами в Южной и Юго-Восточной Азии, а также в Тибете и Монголии. В этот день отмечают рождение, просветление и смерть (паринирвану) Будды Шакьямуни в традиции тхеравада, в наваяне и в тибетском буддизме.
В восточноазиатской традиции празднование Дня рождения Будды обычно приходится на Весак, тогда как пробуждение и смерть Будды отмечают как отдельные праздники в другое время, например, День Бодхи и День Паринирваны.

## История
В 1950 году на Шри-Ланке во время первой конференции Всемирного братства буддистов было оформлено решение отмечать Весак как день рождения Будды, хотя этот день в буддийском мире считался праздничным в течение многих веков. Резолюция, принятая на Всемирной конференции, гласит:
Настоящая Конференция Всемирного братства буддистов, выражая свою признательность Его Величеству королю Непала Махарадже Непала за то, что он сделал день полнолуния Весаком, убедительно просит глав правительств всех стран, в которых проживает большое или малое число буддистов, принять меры для того, чтобы сделать день полнолуния в мае государственным праздником в честь Будды, который повсеместно признан одним из величайших благодетелей человечества.
В День Весак буддисты всего мира отмечают важные для всех традиций события: рождение, просветление и кончину Будды Шакьямуни. По мере того как буддизм распространился из Индии, он был ассимилирован многими иностранными культурами, поэтому Весак в разных странах празднование отличается. В Индии день Вайшах Пурнима также известен как день Будды Джаянти и традиционно считается днем рождения Будды.
В 2000 году Организация Объединённых Наций (ООН) приняла решение провести международный праздник Весак в своей штаб-квартире и офисах.
Название обряда происходит от палийского термина пали vesākha илисанскр. vaiśākha — это название лунного месяца в Древней Индии, который приходился на апрель/май. В махаяне праздник известен под своим санскритским названием Вайшакха и производными от него вариантами. Местная вариация названия зависит от языка, включая:
- ассам. বুদ্ধ পূর্ণিমা — Буддхо Пурнима;
- бенг. বুদ্ধ পূর্ণিমা — Буддхо Пурнима, бенг. বুদ্ধ জয়ন্তী — Буддхо Джойонти;
- дзонг-кэ སྟོན་པའི་དུས་ཆེན་༥ འཛོམས་ — Дххучен Нга Зом;
- бирм. ကဆုန်လပြည့် ဗုဒ္ဓနေ့ — «День полнолуния Касона»;
- монск.တ္ၚဲကျာ်ဗုဒ္ဓ ဗပေၚ်ပသာ် — «День Будды, полная луна Пасака»;
- кит. трад. 佛陀誕辰紀念日, пиньинь Fótuó dànchén jìniàn rì — «День рождения Будды» или «День рождения Гаутамы Будды», кит. трад. 佛誕, пиньинь Fódàn — «День рождения Будды», кит. трад. 浴佛節, пиньинь Yùfójié — «Случай купания Будды», кит. трад. 衛塞節, пиньинь Wèisāi jié — День Весак, кит. трад. 偉大的衛塞節花節偉大的滿月, пиньинь Wěidà de wèi sāi jié huā jié wěidà de mǎnyuè —"Великий Праздник цветов в День Весак", «Полнолуние Цветочной Луны»;
- хинди बुद्ध पूर्णिमा — «Будда Пурнима», хинди बुद्ध जयन्ती — «Будда Джаянти», хинди वैशाख पूर्णिमा — «Вайсакх Пурнима»;
- яп. 花祭り— Ханамацури («Праздник цветов»);
- кхмер. វិសាខបូជា — «Висак Бочеа»;
- канн. ಬುದ್ಧ ಪೌರ್ಣಮಿ — «Будда Пурнами»;
- кор. 석가 탄신일 — «День рождения Будды Шакьямуни», ханча 釋迦誕辰日, новая романизация корейского языка Seokka Tanshin-il — «День рождения Будды Шакьямуни»;
- лаос. ວິສາຂະບູຊາ — «Висакха Боукса»;
- малайск. هاري ويسق;
- монг. Бурхан Багшийн Их Дүйцэн Өдөр, Burkhan Bagshiin Ikh Düitsen Ödör — «Великий праздник Будды»;
- рус. День рождения Гаутамы Будды;
- фр. Vesak
- маратхи बुद्ध पोर्णिमा — «Будда Порнима»;
- нев. स्वांया पुन्हि Сванья Пунхи
- непальск. बुद्ध पुर्णिमा — «Будда Пурнима», बुद्ध जयन्ति — «Будда Джаянти»;
- ория ବୁଦ୍ଧ ପୂର୍ଣ୍ଣିମା — «Будда Пурнима»;
- синг. වෙසක් — Весак;
- там. விசாகத் திருநாள் — «Висакат Турунал»;
- малаял. വൈശാഖ പൗർണമി, ബുദ്ധ പൂർണിമ, ബുദ്ധ ജയന്തി;
- таг. Araw ni Buddha — «День Будды»;
- телугу బుద్ధ పౌర్ణమి — «Будда Пурнами» или телугу పౌర్ణమి — «Вайсакха Пурнами»;
- тайск. วิสาขบูชา — «Висакхабуча»;
- тиб. ས་ག་ཟླ་བ་དུས་ཆེན, Вайли sa ga zla ba dus chen;
- вьет. Phật Đản — «День рождения Будды Шакьямуни», вьет. Ngày hội hoa phật — «Великий Праздник цветов в День Будды».

## Празднование
В мае месяце обычно бывает одно полнолуние, но, поскольку между полнолуниями 29,5 дней, иногда полнолуние случается дважды. Если в мае два полнолуния, некоторые страны (включая Шри-Ланку, Камбоджу и Малайзию) празднуют Весак в первое полнолуние, в то время как другие (Таиланд, Сингапур) отмечают этот праздник во второе полнолуние из-за совпадения с другим местным праздником по лунному календарю.
Например, в 2012 г. Весак отмечали 28 апреля в Гонконге и Тайване, 5 мая в Шри-Ланке, 6 мая в Индии и Бангладеш, 28 мая в Южной Корее и 4 июня в Таиланде. В 1999 году тайваньское правительство назначило днём рождения Будды второе воскресенье мая, когда празднуют День матери. В 2014 году Весак отмечался 13 мая в Мьянме, Сингапуре и Таиланде, а в Индонезии 15 мая.
На Весак буддисты собираются в храмах перед рассветом для торжественного и почётного поднятия буддийского флага и пения гимнов, восхваляющих святую тройную жемчужину: Будду, Дхарму (его учение) и Сангху (сообщество его учеников). Верующие делают подношение в виде свечей, цветов и благовоний. Эти символические дары должны напоминать последователям, что подобно тому как через короткое время красивые цветы увянут, а свечи и ароматические палочки сгорят, так и жизнь подвержена разложению и разрушению. Верующим предписывается прилагать особые усилия, чтобы соблюдать обеты. Рекомендуется в течение дня есть только вегетарианскую пищу. В некоторых странах, особенно в Шри-Ланке, для празднования Весака отводится два дня, и все винные магазины и бойни на этот период закрываются постановлением правительства.
В этот день совершают так называемый «символический акт освобождения» и тысячи птиц, насекомых и животных выпускают на свободу. В некотрых странах, например, в Сингапуре, эта практика запрещена поскольку выпущенные животные не смогут выжить в долгосрочной перспективе или способны отрицательно повлиять на местную экосистему.
В этот день принято надевать простую белую одежду, проводить день в храме и соблюдать восемь заповедей.
В некоторых храмах перед алтарём выставляют статую Будды в маленькой чаше, украшенной цветами и наполненной водой или сладким чаем. Прихожане зачёрпывают воду или чай и поливают статую, совершая ритуальное Омовение Будды. Это символ очищения от плохой кармы практикующего, который воспроизводит события, последовавшие за рождением Будды, когда дэвы и духи делали ему небесные подношения.

### Дарить счастье другим
Во время празднования Весака люди стараются приложить особые усилия, чтобы принести счастье несчастным, например, старикам и инвалидам. По сей день буддисты раздают подарки в виде наличных денег или работают волонтёрами в различных благотворительных учреждениях. Весак — это также время великой радости и счастья, когда можно посвятить себя полезной деятельности, такой как украшение и освещение храмов или рисование и создание изысканных сцен из жизни Будды для всеобщего распространения. Прихожане также приносят в храм прохладительные напитки и вегетарианскую еду для монахов и посетителей, которые пришли отдать дань уважения Просветлённому. 

### Дата празднования
В таблице год празднования от указан по буддийскому календарю.
| Год        | Таиланд | Сингапур | Лаос   | Мьянма | Шри-Ланка | Камбоджа | Индонезия | Непал, Бангладеш и Индия | Малайзия | Вьетнам | Бутан  |
| 2020/ 2564 | 6 мая   | 7 мая    | 6 мая  | 6 мая  | 7 мая     | 6 мая    | 7 мая     | 7 мая                    | 7 мая    | 7 мая   | 5 июня |
| 2021/ 2565 | 26 мая  | 26 мая   | 26 мая | 25 мая | 26 мая    | 26 мая   | 26 мая    | 26 мая                   | 26 мая   | 26 мая  | 26 мая |

### В Юго-Восточной Азии

#### В Лаосе
Фестиваль Висакха Боукса это лаосская версия тайской Висакха пуджи. Он отмечает рождение, просветление и паринирвану Будды. Он проводится примерно в мае или Весаке по лунному календарю. Празднования включают танцы, стихи, парады, шествия, глубокую медитацию, театральные представления и кукольные представления.

##### Бун банг фай
Во время Висакха Боукса проводят Бун банг фай, или фестиваль ракет. Поскольку праздник приходится на самый жаркий и самый засушливый сезон года, в небо запускают большие самодельные ракеты, пытаясь убедить небесных существ послать дождь . Традиционно буддийские монахи делали ракеты из полых бамбуковых трубок, наполненных порохом (среди прочего). В наши дни миряне соревнуются между собой, кто запустит самые высокие, самые быстрые и самые красочные ракеты. Ракеты содержат от 6 до 24 килограммов пороха и способны пролететь несколько сотен метров. Мероприятие проходит по обе стороны границы реки Меконг между Таиландом и Лаосом, и иногда команды из соседних стран соревнуются друг с другом. Это мероприятие привлекает множество туристов.

#### В Индонезии
Этот знаменательный и традиционный священный день отмечается по всей Индонезии, где он известен как День Вайсак. С 1983 года его в Индонезии его ежегодно отмечают как государственный праздник. В Боробудуре собираются тысячи буддийских монахов, чтобы повторять мантры и медитировать во время обхода храма, совершая ритуал под названием «Прадаксина». Миряне совершают пиндапату, пожертвование монахам. Одним из самых впечатляющих моментов этого праздника является запуск небесных фонариков, символизирующих просветление. Фонари зажигают и отпускают в ночное небо, в котором сияет полная луна. Монахи отмечают этот особый день, разливая по бутылкам святую воду (которая символизирует смирение) и переносят пламя (которое символизирует свет и просвещение) из одного места в другое. Миряне выпускают на свободу птиц и насекомых.

#### В Малайзии
На Весак в Малайзии празднуют рождение, просветление и паринирвану Будды. Это национальный государственный праздник. Его отмечают в ближайшее к майскому полнолунию воскресенье. На рассвете по всей стране верующие собираются в храмах, в этот день стараются соблюдать Восемь заповедей. В храме совершают подношения в виде свечей и цветов. Монахи нараспев декламируют священные тексты. Многие храмы перед Весаком раздают буддийские флаги и миряне развешивают эти флаги в своих домах. Совершают ритуальное омовение статуи Будды. В Куала Лумпуре и в юго-западной части страны празднование завершается парадом. На одном из подиумов обычно стоит большая статуя Будды. Люди идут рядом, неся с собой цветы и свечи.

#### В Мьянме
В Мьянме (Бирма) Весак отмечают в полнолуние месяца Касон, второго месяца в традиционной бирманской календаре. Это официальный праздник. Его отмечают подавая милостыню буддийским монахам, придерживаясь более строгого набора буддийских предписаний, практикуя медитацию и выпуская на свободу рыб и птиц.
По всей стране в этот день также проходит традиционный праздник Ньяунгье-тун или «Фестиваль проливания воды на дерево Бодхи», верующие посещают пагоды или монастыри и поливают из глиняных горшков ароматной водой священные деревья Бодхи.

#### В Сингапуре
В Сингапуре День Весак был объявлен государственным праздником в 1955 году после множества публичных петиций, заменив Духов день. В первые десятилетия XX века праздник был связан с цейлонской общиной, которая затем отмечала его в течение двух дней. После Второй мировой войны появилось движение за то, чтобы сделать Весак государственным праздником, и сингапурская буддийская ассоциация отправила петиции. Празднование Дня Весак в Сингапуре начинается с рассветом, когда благочестивые буддисты собираются в храмах на церемонию. В это время поднимается буддийский флаг и звучат гимны в честь Будды, Дхармы и Сангхи. В храмы приносят цветы, свечи и благовония, как символы быстротечной и преходящей жизни. Остаток дня посвящают совершению благих дел, так как считается, что накопленные в этот день заслуги преумножаются. В пищу употребляют только вегетарианскую еду. Буддисты организуют массовую сдачу крови в больницах, посещают дома престарелых или раздают денежные подарки нуждающимся. Другие освобождают из клеток птиц и животных и повторяют мантры. Статуи Будды освещаются, а день часто заканчивается шествием по улицам при свечах. В монастыре Конг Менг Сан Пхор Карк Си на Брайт Хилл Роуд верующие практикуют двухчасовой ритуал «три шага, один поклон», становясь на колени, кланяясь на каждом третьем шаге и молясь о мире во всем мире, личных благословениях и покаянии. Одним из самых популярных ритуалов, который можно наблюдать в день Весак, является «купание» Будды. Прихожане толпятся вокруг бассейнов или водоемов, украшенных гирляндами цветов, над которыми возвышается небольшая статуя маленького Сиддхартхи. Они зачёрпывают воду из бассейна ковшиком и выливают на статую, вспоминая легенду о том, как после рождения принца омыли водой девять драконов.

### В Южной Азии

#### В Бангладеш
Несмотря на то, что буддисты составляют только 0,9 % от населения этой страны, Весак является государственным праздником, в котором также могут принять участие мусульмане, христиане и приверженцы всех других религий. Это важный день для бенгальских буддистов, живущих в основном в провинциях Читтагонг и Дакка. Его называют Бойшахи Пурнима, поскольку он приходится на полнолуние первого месяца Бойшах по бенгальскому календарю. Над храмами поднимают национальные и буддийские флаги, декламируют сутры Типитаки, слушают проповеди о жизни Будды и практикуют групповую медитацию. Многие буддийские организации организуют красочные шествия по улицам Дакки и Читтагонга, а проводят различные семинары и лекции.

#### В Непале
Весак, широко известный в Непале как «Будда Джаянти», широко празднуется по всей стране, в основном, в Лумбини, где родился Будда, и Сваямбхунатхе, священном храмовом комплексе, известном как «Храм обезьян». Главный вход в Сваямбхунатх открывается только в этот день. Тысячи паломников из разных уголков мира собираются вместе, чтобы отпраздновать день рождения Будды. В Непале «Будда Джаянти» отмечается как государственный праздник. Люди жертвуют еду и одежду нуждающимся, а также оказывают финансовую помощь монастырям и школам, где преподают и практикуют буддизм. Хотя в середине XX века Непал был индуистским королевством, в 1950-х годах, в честь заповедей Будды против лишения жизни и омрачения ума король Махендра издал указ о том, что в этот день должен быть прекращен забой животных, а все магазины, торгующие мясом или алкоголем, должны оставаться закрытыми. Эта декларация высечена на каменном столбе в Лумбини, и до сих пор соблюдается в значительной степени по всему Непалу.
Основная традиционная церемония «Будда Джаянти» проходит в Анандакути Вихаре, на склоне холма Сваямбунатх. Пепел и реликвии Будды, хранящиеся в сердце ступы, выносятся на свет в этот единственный благоприятный день в году и выставляются на всеобщее обозрение. Преданные буддисты приезжают со всех уголков мира, чтобы присутствовать на этом замечательном событии. Утром король Непала, премьер-министр, буддийские лидеры и специальные гости приветствуют всех речами и сладким рисовым пудингом, а все пришедшие могут насладиться чаем. В этот день открыты все буддийские храмы и монастыри, и верующие приходят, чтобы совершить пуджу, а также получить учения и принять участие в обсуждении дхармы с духовными наставниками.
Около полудня у Сваямбу, Боудхи и других ступах Непала на паланкин, уставленный цветами и огнями, помещают статую Будды. К паланкину присоединяется огромная процессия монахов и мирян, которые читают молитвы, бьют в барабаны, несут буддийские флаги и картины с изображением Будды. Процессия движется по улицам города, а буддийские семьи выстраиваются вдоль дороги поднося на паланкин цветы, благовония, фрукты и деньги. Дома каждая буддийская семья также готовит специальный алтарь со статуей или изображением Будды и различными подношениями.

#### На Шри-Ланке
Праздник отмечают в полнолуние лунного месяца Весак в течение примерно одной недели. В это время обычно запрещена продажа алкоголя и свежего мяса, также закрываются бойни. Празднования включают религиозные мероприятия и раздачу милостыни. В публичных местах, в основном, в Коломбо, Канди и Галле, при финансовой поддержке спонсоров, религиозных обществ и благотворительных групп устанавливают электрический пандолы (тораны). Каждый пандол иллюстрирует историю из Джатак.
Вдоль улиц и перед домами развешивают красочные фонари, называемые Весак кооду. Они обозначают свет Будды, Дхармы и Сангхи. В специальных киосках (дансалах) прохожим бесплатно предлагают еду, мороженое и напитки. Люди распевают бхакти ги (буддийские религиозные песни). На этой неделе Коломбо переживает массовый наплыв людей со всех концов страны.

### В Восточной Азии

#### В Японии
В Японии, Весак или  (яп. 花祭 hanamatsuri) также известен как  (яп. 灌仏会 Kanbutsue)  (яп. 降誕会 Goutan'e)  (яп. 仏生会 Busshoue)  (яп. 浴仏会 Yokubutsue)  (яп. 龍華会 Ryuge'e) и  (яп. 花会式 Hanaeshiki) . Это событие не является государственным праздником. В его основе лежит легенда о том, что в день рождения Будды в небе появились девять драконов и облили его амритой.
В буддийских храмах проводятся различные мероприятия, например, в храме Сенсо-дзи в Асакусе. Хотя это радостное событие, в отличие от других фестивалей в Японии, Хана Мацури, как правило, является одной из самых спокойных церемоний. Хотя на него собираются толпы людей, они гораздо меньше по сравнению с другими фестивалями. 
У входа в буддийский храм располагают небольшое святилище, украшенное цветами, — хана-мидо или павильон цветов. Внутри в небольшой чаше, наполненной особым чаем, находится фигурка Будды в виде ребенка. Участники церемонии поливают фигурку чаем, что символизирует первое очистительное омовение, совершенное при рождении Будды. Специально заваренный чай, используемый в церемонии, называется «ама-ча» (яп. 甘茶), что дословно переводится как «сладкий чай». В нём содержится натуральный подсластитель из листьев гортензии крупнолистной, который по крайней мере в четыреста раз слаще столового сахара. Листья этого растения ферментируются, а затем используются для приготовления особого чая. Этому чаю приписывают антиаллергенные и целебные свойства. Участники могут не только полить статую Будды, но и взять немного чая домой, чтобы выпить. Многие мероприятия праздника ханамуцури ориентированы на детей и их одевают в исторические и традиционные японские костюмы.

#### В Южной Корее
В Южной Корее день рождения Будды отмечается в 8-й день 4-го месяца корейского лунного календаря (как и в Гонконге, Макао и Вьетнаме) и является официальным праздником. Этот день называется кор. 석가탄신일 (Сокга тансинил), что означает «день рождения Будды» или кор. 부처님 오신 날 (Бучеоним осин нал), что означает «день, когда пришел Будда». Сейчас он превратился в один из важных культурных фестивалей страны. Крупнейшие церемонии проводят в Сеуле, в храме Чогьеза, центре ордена корейского буддизма Чоге. Во время праздника проводят церемонию Дхармы, затем буддийский ритуал очистки ума (дорьянг гьюлгье, кор. 도량결계의식), шесть подношений Будде (юкбеоп гонгян, кор. 육법공양) и ритуальное омовение статуэтки Будды (гванбул, кор. 관불).
Ко дню рождения Будды в Корее приурочен праздник Ёндёнхэ (연등회) — фестиваль лотосовых фонарей. Он включён в Список нематериального культурного наследия ЮНЕСКО с 2020 года и с 2012 года входит в список нематериальных культурных ценностей Южной Кореи с 2012 года.

#### Во Вьетнаме
С 1958 по 1975 год день рождения Будды был национальным государственным праздником Южного Вьетнама. Это был публичный фестиваль с парадом фонарей на улицах. При президенте-католике Нго Динь Зиеме буддистам Южного Вьетнама праздновать Весак не разрешалось. В 1963 году спор между правительством Южного Вьетнама и вьетнамскими буддистами стал одним из факторов, способствовавших падению Дьема. Сменявшие друг друга правительства Южного Вьетнама признали Весак государственным праздником. Праздник Весак официально проводится вьетнамской буддийской Сангхой каждый год.
На праздник улицы городов в деревень украшают флагами и фонарями. В храмах читают проповеди и совершают ритуальное омовение статуи Будды, верующие совершают подношения в виде фруктов и благовоний. Нуждающимся раздают подарки. Вечером зажигают свечи, устанавливают их в плавающие цветки лотоса и пускают по воде.

### В ООН
В 1999 году Генеральная Ассамблея Организации Объединённых Наций приняла резолюцию 54/115, озаглавленную «Международное признание Дня Весак в Центральных учреждениях и других отделениях Организации Объединённых Наций». В резолюции День Весак признан международным праздником, чтобы отметить вклад, который Будда и буддизм вносят на протяжении более двух с половиной тысячелетий. В резолюции также содержится призыв ежегодно отмечать этот день в штаб-квартире ООН в Нью-Йорке и других офисах ООН по всему миру.